# مارك أو. بارتون
مارك أو. بارتون (بالإنجليزية: Mark Orrin Barton)‏ هو قاتل فترة أمريكي، ولد في 2 أبريل 1955 في ستوكبريدج في الولايات المتحدة، وتوفي في 29 يوليو 1999 في أكوورث في الولايات المتحدة.